# Саралеги, Марио
Ма́рио Даниэ́ль Сарале́ги Ириа́рте (исп. Mario Daniel Saralegui Iriarte; род. 24 апреля 1959, Артигас) — уругвайский футболист и футбольный тренер. Участник чемпионата мира 1986 года и Кубка Америки 1979 года в составе сборной Уругвая. Победитель Кубка Америки 1983 года.

## Биография

### Футболист
Саралеги родился в многодетной семье, у его родителей было пять детей.
Марио Саралеги — воспитанник «Пеньяроля», в основном составе которого дебютировал в 1977 году. Вместе с «ауринегрос» до 1984 года он четырежды выигрывал чемпионат Уругвая, а в 1982 году его команда завоевала Кубок Либертадорес и Межконтинентальный кубок.
В сезоне 1984/85 выступал за испанский «Эльче», но не смог помочь команде избежать вылета в Сегунду. Следующий сезон провёл в родном «Пеньяроле», в пятый раз став чемпионом Уругвая.
В 1986 году перешёл в аргентинский «Ривер Плейт». Марио Саралеги стал частью команды, которая впервые в своей истории выиграла Кубок Либертадорес и Межконтинентальный кубок, а для самого уругвайца это был уже второй случай в карьере. В ходе победной кампании Саралеги принял участие в пяти матчах, из них четыре раза выходил на замену. В финальных играх против «Америки Кали» участия не принимал.
После сезона 1987/88 в «Эстудиантесе» Саралеги вновь вернулся в «Пеньяроль», где играл до 1990 года. Затем выступал в Эквадоре, где в составе гуаякильской «Барселоны» в 1991 году стал чемпионом страны. В 1990 году помог команде впервые в истории эквадорского футбола дойти до финала Кубка Либертадорес, где «Барселона» уступила парагвайской «Олимпии».
В последний раз вернулся в «Пеньяроль» в качестве игрока в 1993 году и тогда же завоевал свой шестой титул чемпиона Уругвая. Завершил карьеру футболиста в 1994 году в «Рампле Хуниорс». В том сезоне Марио Саралеги впервые с 1981 года выступал в одном клубе с другом детства Рубеном Пасом.
В 1977 году в составе молодёжной сборной Уругвая выиграл чемпионат Южной Америки в своей возрастной категории. Это дало команде путёвку на первый в истории чемпионат мира, состоявшийся в том же году в Тунисе. Уругвайцы заняли на турнире четвёртое место. Марио Саралеги дебютировал на молодёжном мундиале только в полуфинале в игре против сборной СССР, в которой советские футболисты были сильнее в серии пенальти (3:4). Также Саралеги сыграл в игре за третье место с Бразилией (0:4).
За основную сборную Уругвая Марио Саралеги дебютировал 31 мая 1979 года в товарищеском матче против Бразилии (1:5). В последний раз за национальную команду сыграл 13 июня 1986 года в Несауалькойотле — это была третья игра группового этапа чемпионата мира против сборной Шотландии (0:0). В 1983 году в составе сборной стал победителем Кубка Америки. В победной кампании Марио принял участие в четырёх матчах. В ответной полуфинальной игре на 75 минуте он вышел на замену Карлосу Агилере, но спустя 10 минут получил красную карточку (вместе с перуанцем Хайме Дуарте). В финальных играх против Бразилии участия не принимал. Также Саралеги выступал на Кубке Америки 1979 года и чемпионате мира 1986 года. Всего за «селесте» он провёл 29 матчей и забил два гола.

### Тренерская карьера
В 1996 году Саралеги начал тренерскую карьеру. Его первой командой стала сборная Артигаса. На протяжении десятилетия Саралеги тяжело приспосабливался к неспортивной жизни, на рубеже десятилетий он развёлся с женой, у него возникла депрессия и проблемы с алкоголем. В 2001 году Марио стал учиться на психолога, поскольку его мать всегда хотела, чтобы у всех её пяти детей был диплом о высшем образовании. Мать Марио умерла в 2005 году, после этого события Марио стал посещать психолога и постепенно справился со своими проблемами. По состоянию на 2016 год у Саралеги ещё не было диплома, но в интервью он заявил, что обязательно исполнит желание покойной матери.
С 2005 года Саралеги стал координировать работу молодёжных составов «Пеньяроля». В следующем году возглавил третью команду клуба, а затем непродолжительное время тренировал и основной состав. В 2006—2007 годах тренировал «Уругвай Монтевидео» и «Прогресо», а в 2008 году вновь возглавил «Пеньяроль», с которым выиграл первую стадию чемпионата страны — Апертуру. С 2010 по 2016 год работал с рядом команд в Уругвае и Эквадоре, но серьёзных успехов не добивался.

## Титулы и достижения
В качестве игрока
- Чемпион Уругвая (6): 1978, 1979, 1981, 1982, 1985, 1993
- Чемпион Эквадора (1): 1991
- Победитель Лигильи (4): 1977, 1978, 1980, 1985
- Обладатель Кубка Либертадорес (2): 1982, 1986
- Финалист Кубка Либертадорес (2): 1983, 1990
- Обладатель Межконтинентального кубка (2): 1982, 1986
- Чемпион Южной Америки среди молодёжи (1): 1977
- Победитель Кубка Америки (1): 1983

В качестве тренера
- Вице-чемпион Уругвая (1): 2008/09